# Ochodaeus rectus
Ochodaeus rectus es una especie de coleóptero de la familia Ochodaeidae.

## Distribución geográfica
Habita en la Provincia del Cabo (Sudáfrica).